# فرناندو (بازیکن فوتبال، زاده ۱۹۸۷ میلادی)
فرناندو (انگلیسی: Fernandão؛ زادهٔ ۲۷ مارس ۱۹۸۷) بازیکن فوتبال اهل برزیل است.
از باشگاه‌هایی که در آن بازی کرده‌است می‌توان به باشگاه فوتبال اتلتیکو پارانائنزه، باشگاه فوتبال پالمیراس، باشگاه فوتبال بورسااسپور، باشگاه فوتبال فنرباغچه، باشگاه فوتبال باهیا، و باشگاه فوتبال فلامینگو اشاره کرد.